# Terpsiphone bourbonnensis
Terpsiphone bourbonnensis là một loài chim trong họ Monarchidae.
Loài chim này được tìm thấy ở Mauritius và Réunion. Môi trường sống tự nhiên của chúng là rừng ẩm vùng đất thấp nhiệt đới hoặc cận nhiệt đới.